# Anchastus lineatus
Anchastus lineatus là một loài bọ cánh cứng trong họ Elateridae. Loài này được Laurent & Taminiaux miêu tả khoa học năm 1962.